# Longuevillette
Longuevillette est une commune française située dans le département de la Somme, en région Hauts-de-France.

## Géographie

### Localisation
Longuevillette est un village picard de l'Amiénois proche du Ponthieu.
À vol d'oiseau, le village est situé à 6 km au sud-ouest de Doullens, 8 km à l'est de Bernaville, 26 km au nord d'Amiens, 31 km à l'est d'Abbeville et à 40 km au sud-ouest d'Arras.
Le territoire de la commune est limitrophe de ceux de quatre communes.
Les communes limitrophes sont Hem-Hardinval, Candas, Fienvillers et Gézaincourt.

### Géologie et relief, hydrologie
Au nord, le territoire est de nature argileuse. Le sol est plutôt silico-calcaire au sud.
La commune est située sur le grand plateau qui sépare les cours de la Somme et de l'Authie.
L'eau des puits provenait à la fin du XIXe siècle d'une nappe à 50 mètres de profondeur. Plusieurs ravins et fossés drainent les eaux de ruissellement vers Gézaincourt. Un ruisseau limitant le territoire communal au nord-ouest se jette dans l'Authie à Hem-Hardinval.

### Hydrographie

#### Réseau hydrographique
La commune est située dans le bassin Artois-Picardie. Elle est drainée par l'Hem-Hardinval.

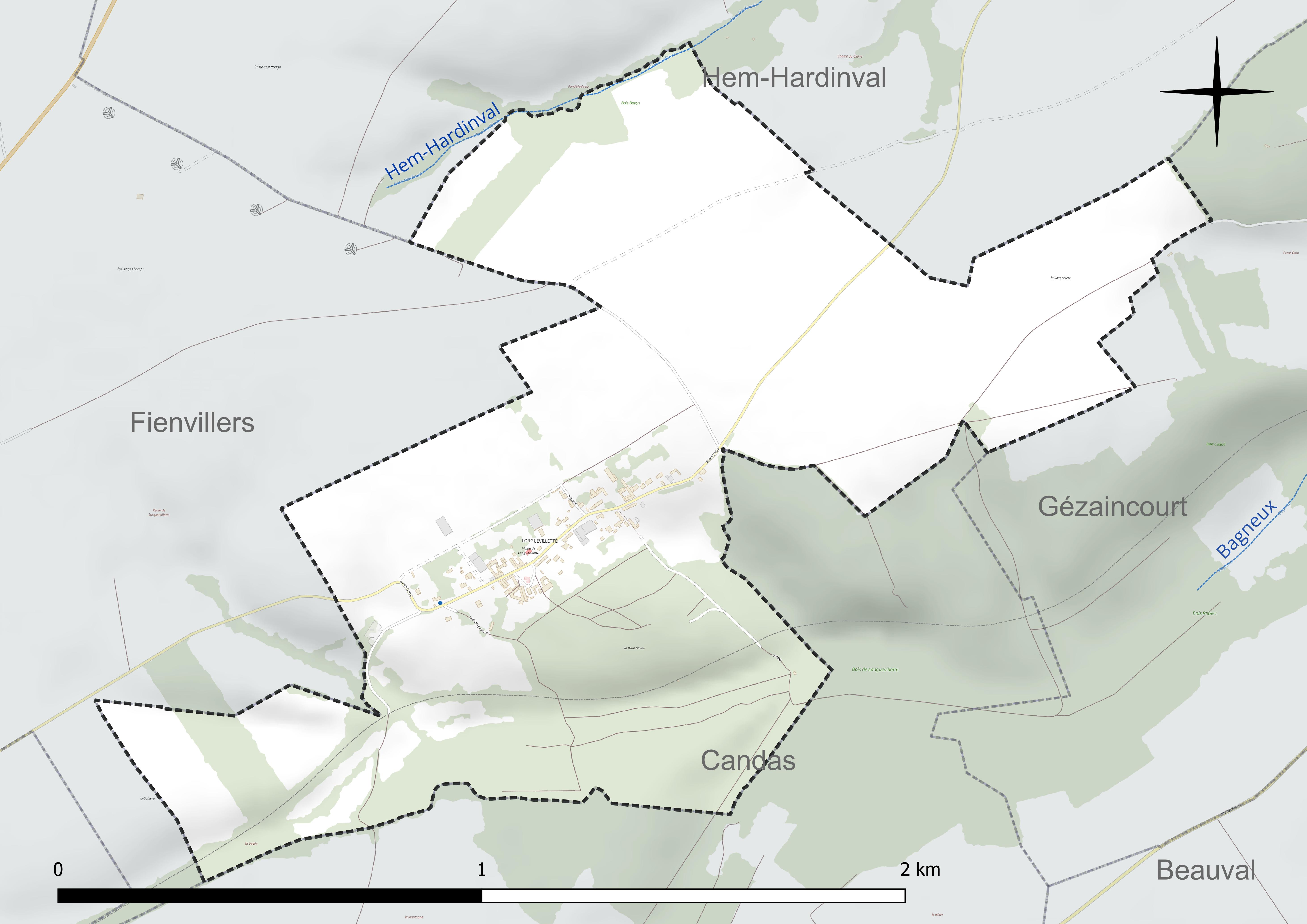
Réseau hydrographique de Longuevillette.

#### Gestion et qualité des eaux
Le territoire communal est couvert par le schéma d'aménagement et de gestion des eaux (SAGE) « Authie ». Ce document de planification concerne un territoire de 1 253 km2 de superficie, délimité par le bassin versant de l'Authie. Le périmètre a été arrêté le 5 août 1999 et le SAGE proprement dit est, en 2024, en cours d'élaboration. La structure porteuse de l'élaboration et de la mise en œuvre est le syndicat mixte Canche Et Authie.
La qualité des cours d'eau peut être consultée sur un site dédié géré par les agences de l'eau et l'Agence française pour la biodiversité.

### Climat
Pour des articles plus généraux, voir Climat des Hauts-de-France et Climat de la Somme.
En 2010, le climat de la commune est de type climat océanique altéré, selon une étude du CNRS s'appuyant sur une série de données couvrant la période 1971-2000. En 2020, Météo-France publie une typologie des climats de la France métropolitaine dans laquelle la commune est exposée à un climat océanique et est dans la région climatique Côtes de la Manche orientale, caractérisée par un faible ensoleillement (1 550 h/an) ; forte humidité de l'air (plus de 20 h/jour avec humidité relative > 80 % en hiver), vents forts fréquents.
Pour la période 1971-2000, la température annuelle moyenne est de 10,1 °C, avec une amplitude thermique annuelle de 13,7 °C. Le cumul annuel moyen de précipitations est de 837 mm, avec 12,8 jours de précipitations en janvier et 9,2 jours en juillet. Pour la période 1991-2020, la température moyenne annuelle observée sur la station météorologique la plus proche, située sur la commune de Bernaville à 8 km à vol d'oiseau, est de 10,4 °C et le cumul annuel moyen de précipitations est de 877,3 mm,. Pour l'avenir, les paramètres climatiques de la commune estimés pour 2050 selon différents scénarios d'émission de gaz à effet de serre sont consultables sur un site dédié publié par Météo-France en novembre 2022.

## Urbanisme

### Typologie
Au 1er janvier 2024, Longuevillette est catégorisée commune rurale à habitat dispersé, selon la nouvelle grille communale de densité à sept niveaux définie par l'Insee en 2022.
Elle est située hors unité urbaine. Par ailleurs la commune fait partie de l'aire d'attraction d'Amiens, dont elle est une commune de la couronne,. Cette aire, qui regroupe 369 communes, est catégorisée dans les aires de 200 000 à moins de 700 000 habitants,.

### Occupation des sols
L'occupation des sols de la commune, telle qu'elle ressort de la base de données européenne d'occupation biophysique des sols Corine Land Cover (CLC), est marquée par l'importance des territoires agricoles (80,4 % en 2018), une proportion identique à celle de 1990 (80,4 %). La répartition détaillée en 2018 est la suivante : 
terres arables (57,6 %), forêts (19,6 %), zones agricoles hétérogènes (15 %), prairies (7,8 %). L'évolution de l'occupation des sols de la commune et de ses infrastructures peut être observée sur les différentes représentations cartographiques du territoire : la carte de Cassini (XVIIIe siècle), la carte d'état-major (1820-1866) et les cartes ou photos aériennes de l'IGN pour la période actuelle (1950 à aujourd'hui).

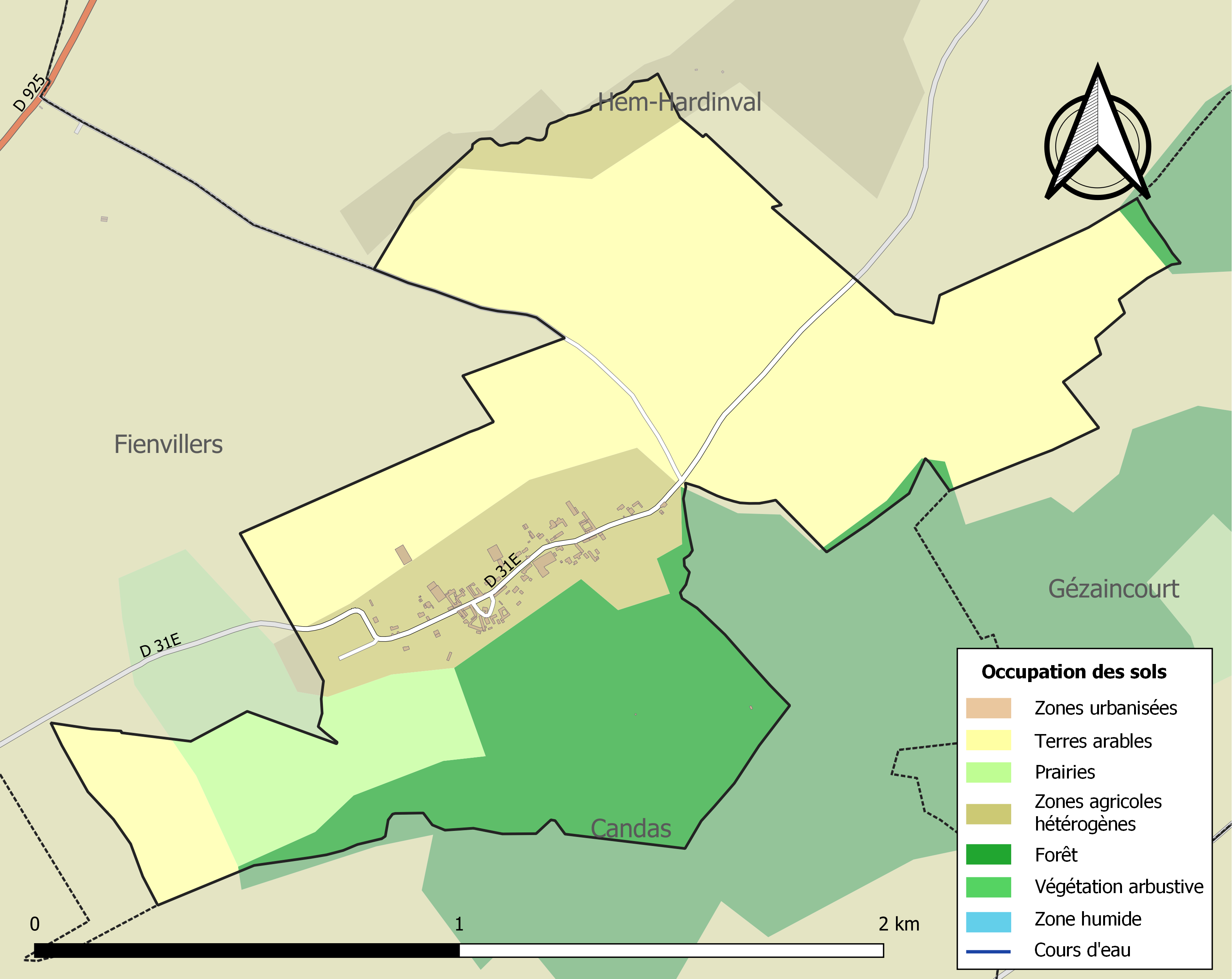
Carte des infrastructures et de l'occupation des sols de la commune en 2018 (CLC).

## Toponymie
Le nom de la localité est attesté sous les formes Longavilla en 1088 ; Longovillaris en 1140 ; Longuevile en 1204 ; Longevilla en 1265 ; Longus villaris en 1209 ; Longuevillette en 1351 ; Longueville en 1372 ; Longuillettes en 1638 ; Longvillette en 1657 ; Longue Villette en 1787 ; Longuillette en 1761.
Le nom simple se retrouve encore en 1372 ; puis le diminutif reste seul en usage. Le nom de la commune viendrait de « Longa-Villa », ancien domaine de Longueville, entre Fienvillers et Longuevillette.
Le domaine de Longueville était déjà détruit de longue date à la fin du XIXe siècle puisque l'abbé Théodose Lefèvre indiquait en 1897 « Longueville est à présent détruit le souvenir s'en est conservé au Candas par le nom d'une rue, à Autheux, par celui d'un chemin et à Fienvillers par une section du cadastre. Cette terre de Longueville était située dans la vaste plaine qui est limitée par les villages du Candas, de Fienvillers, des Autheux et de Longuevillette ».

## Histoire
Les Templiers de Fieffes et l'abbaye du Gard possédaient des terres dans le village.
Au XVIIe siècle, le prieur de Bagneux à Gézaincourt était seigneur du lieu,.
En 1793, Longuevillette, autrefois hameau dépendant de Gézaincourt, devient commune.
Le village était traversé par la ligne de Saint-Roch à Frévent, dont le service voyageur a cessé en 1938 et dont les gares les plus proches étaient à Fienvillers - Candas  ou à  Gézaincourt.
La commune a été victime de terribles inondations en 1992.

## Politique et administration

### Liste des maires
| Période                                  | Période                      | Identité                  | Étiquette | Qualité                                                          |
| ---------------------------------------- | ---------------------------- | ------------------------- | --------- | ---------------------------------------------------------------- |
| Les données manquantes sont à compléter. |                              |                           |           |                                                                  |
| mars 2001                                | 2008                         | Charline Thienpont        |           |                                                                  |
| mars 2008                                | octobre 2008                 | Grégory Vignon            |           | Démissionnaire                                                   |
| octobre 2008                             | 2010                         | Liliane Thienpont-Boucher |           |                                                                  |
| 2010                                     | En cours (au 8 octobre 2020) | François Crépin           |           | Cadre supérieur du secteur privé Réélu pour le mandat 2020-2026, |

### Politique de développement durable
Un arboretum a été créé en 2002 par François Crépin, élu ultérieurement maire du village. En 2017, cet espace privé visitable sur demande contient 118 essences différentes et a favorisé le développement d'une biodiversité intéressante, avec la présence de nombreux passereaux et autres oiseaux. Afin d'éviter que de nombreux crapauds soient écrasés sur la route située entre l'aboretum et une mare, un crapeauduc a été aménagé sur la partie enherbée de la chaussée. Relevés chaque matin, les différents seaux positionnés ont collecté de 60 à 80 amphibiens, relâchés d'un sens ou de l'autre selon leur lieu de capture.
Pour éviter le renouvellement d'inondations telles que celle de 1992, des haies ont été plantées et des fossés creusés.

### Distinctions et labels
La commune a participé pour la première fois en 2011 au concours des villes et villages fleuris, année où elle a obtenu une fleur. L'année suivante, deux fleurs lui avaient été attribuées d'un coup et une troisième en 2014.
La quatrième fleur dans la catégorie "moins de 300 habitants" a été obtenue pour 3 ans en 2017 et renouvelée jusqu'en 2024, ce qui fait de Longuevillette la plus petite commune de France avec ses 80 habitants à être ainsi labellisée,.

## Population et société

### Démographie
L'évolution du nombre d'habitants est connue à travers les recensements de la population effectués dans la commune depuis 1793. Pour les communes de moins de 10 000 habitants, une enquête de recensement portant sur toute la population est réalisée tous les cinq ans, les populations de référence des années intermédiaires étant quant à elles estimées par interpolation ou extrapolation. Pour la commune, le premier recensement exhaustif entrant dans le cadre du nouveau dispositif a été réalisé en 2007.

En 2022, la commune comptait 70 habitants, en évolution de −7,89 % par rapport à 2016 (Somme : −1,26 %, France hors Mayotte : +2,11 %).
| 1793 | 1800 | 1806 | 1821 | 1831 | 1836 | 1841 | 1846 | 1851 |
| ---- | ---- | ---- | ---- | ---- | ---- | ---- | ---- | ---- |
| 193  | 170  | 205  | 251  | 262  | 260  | 261  | 262  | 249  |

| 1856 | 1861 | 1866 | 1872 | 1876 | 1881 | 1886 | 1891 | 1896 |
| ---- | ---- | ---- | ---- | ---- | ---- | ---- | ---- | ---- |
| 251  | 277  | 265  | 253  | 257  | 203  | 216  | 216  | 209  |

| 1901 | 1906 | 1911 | 1921 | 1926 | 1931 | 1936 | 1946 | 1954 |
| ---- | ---- | ---- | ---- | ---- | ---- | ---- | ---- | ---- |
| 180  | 150  | 134  | 122  | 109  | 95   | 89   | 75   | 80   |

| 1962 | 1968 | 1975 | 1982 | 1990 | 1999 | 2006 | 2007 | 2012 |
| ---- | ---- | ---- | ---- | ---- | ---- | ---- | ---- | ---- |
| 91   | 66   | 58   | 55   | 69   | 60   | 73   | 75   | 73   |

| 2017 | 2022 | - | - | - | - | - | - | - |
| ---- | ---- | - | - | - | - | - | - | - |
| 77   | 70   | - | - | - | - | - | - | - |

### Enseignement
L'école communale a fermé dès 1963. Depuis lors, les enfants de la commune sont scolarisés à Doullens.

### Vie associative
En 2017, deux associations animent le village : la société de chasse et le Foyer rural qui travaille main dans la main avec la municipalité. Il organise la fête du village le dernier dimanche d'août.

## Culture locale et patrimoine

### Lieux et monuments
- Croix en grès[36], au nord du village, sur le chemin de terre, vers la D 925. Elle est citée dans la charte de Doullens en 1209[37] et correspondrait  à la limite de banlieue que le Comte de Ponthieu aurait donnée à la ville de Doullens en 1202[22].
- Église Notre-Dame-de-la-Nativité[36] : datant de 1515, elle a été totalement brûlée puis reconstruite[22]. Elle a connu plusieurs phases de rénovation, particulièrement en 1992 pour sa couverture et en 2011 pour son clocher[38]
- Cimetière paysagé et arboré[22].
- Arboretum avec de nombreuses espèces de chênes, mélèze du Japon, tulipier de Virginie, cèdre de l'Atlas[39]...

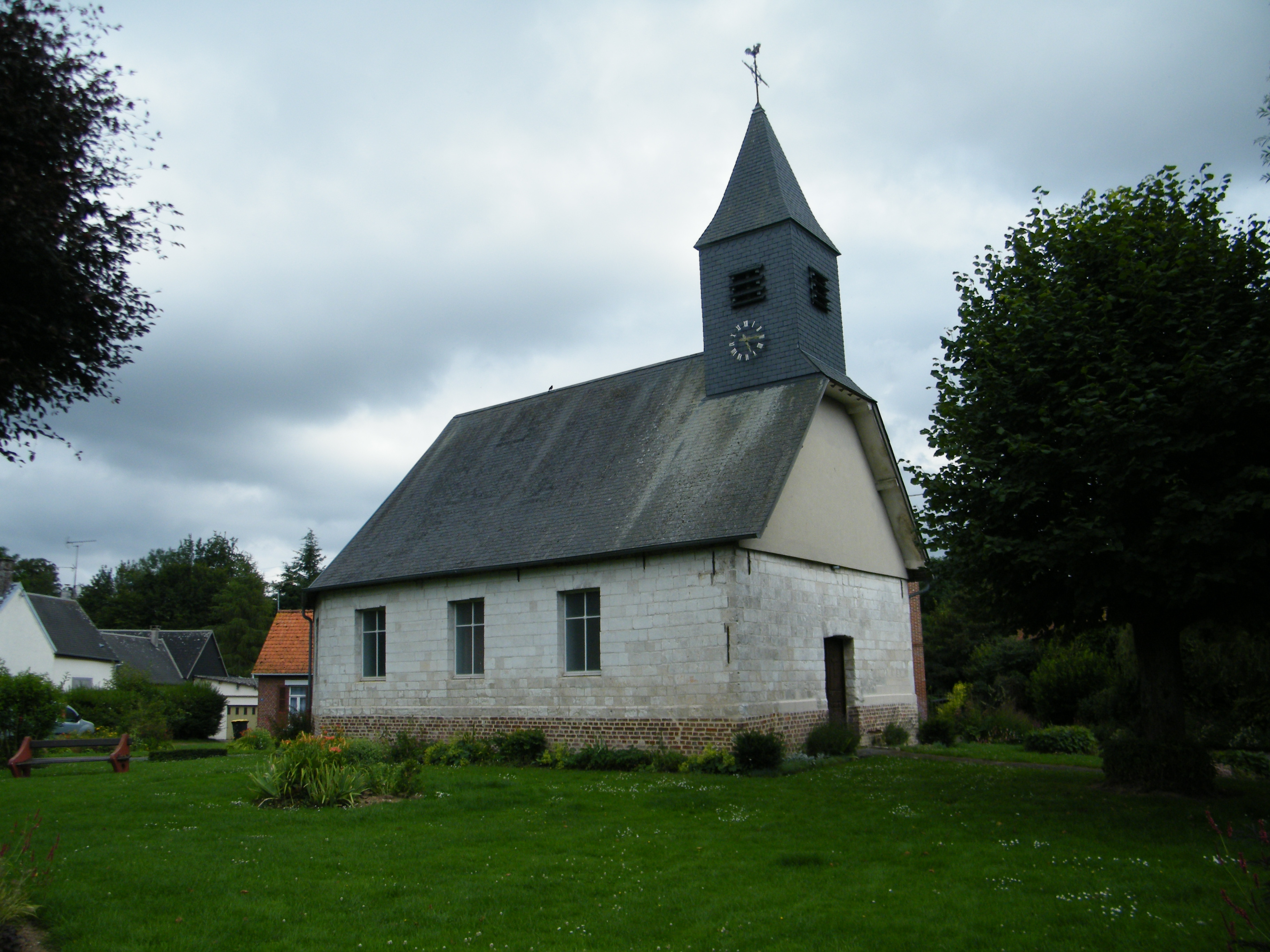
L'église Notre-Dame.
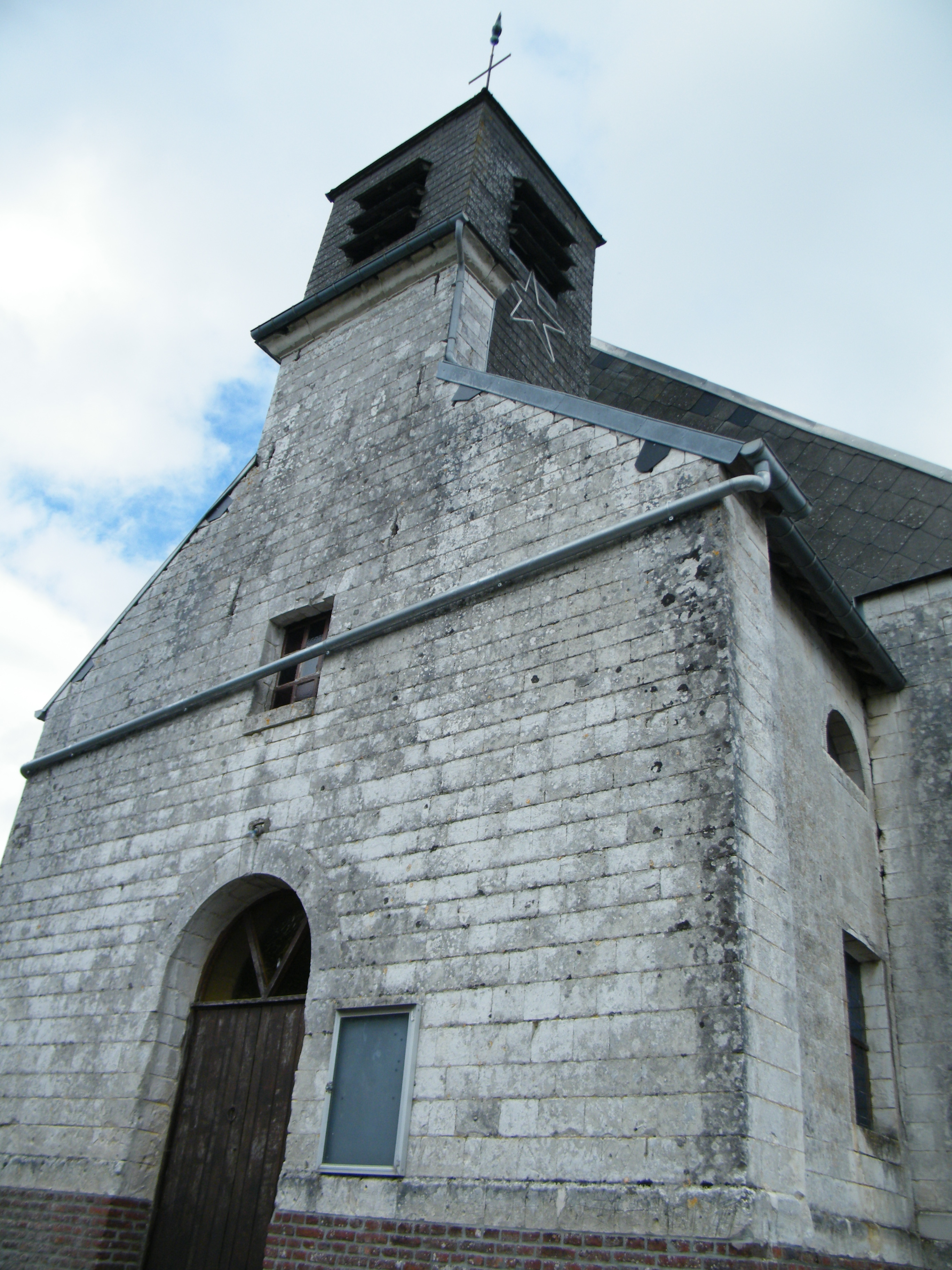
Façade de l'église.
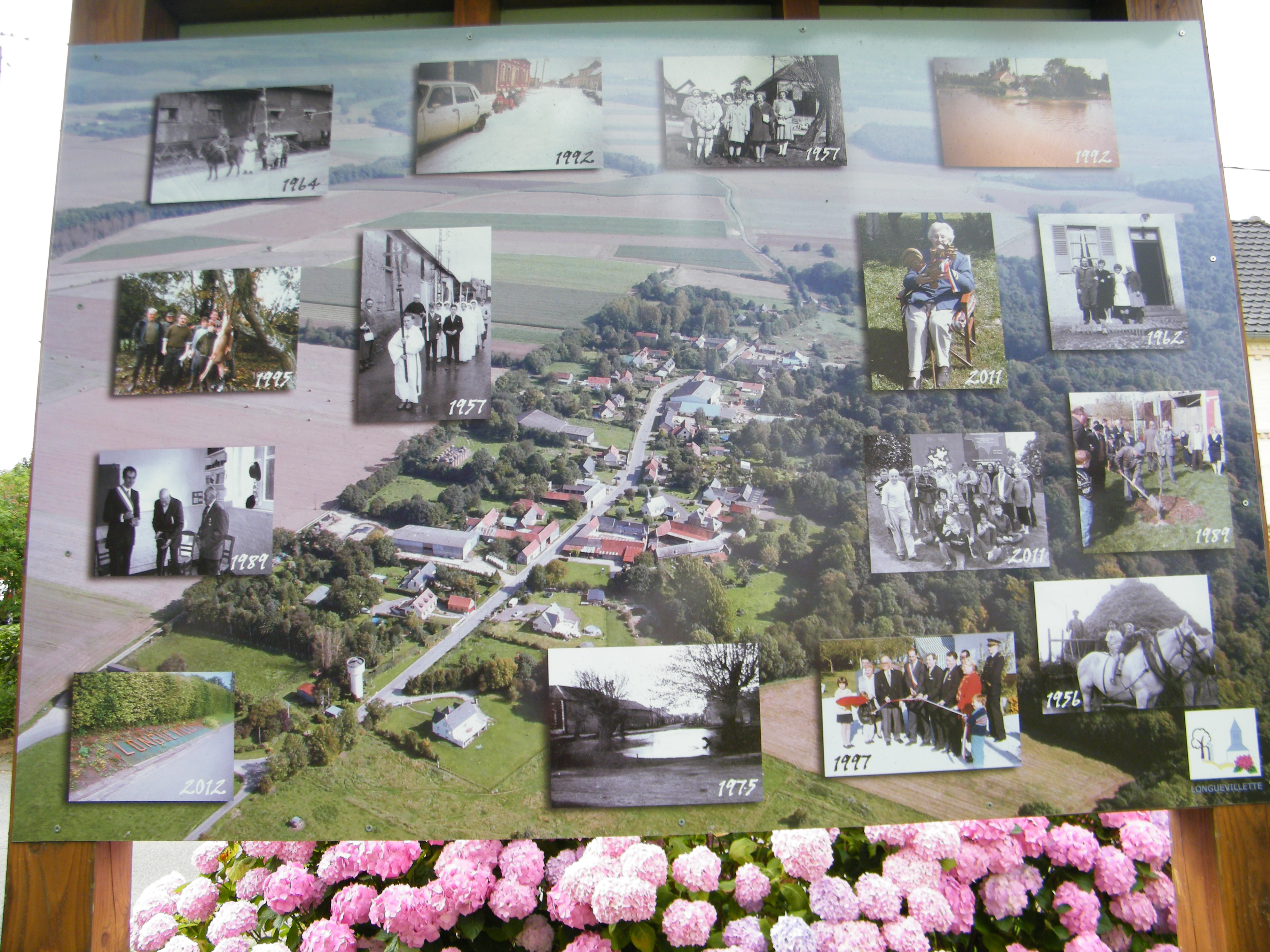
Images du passé.
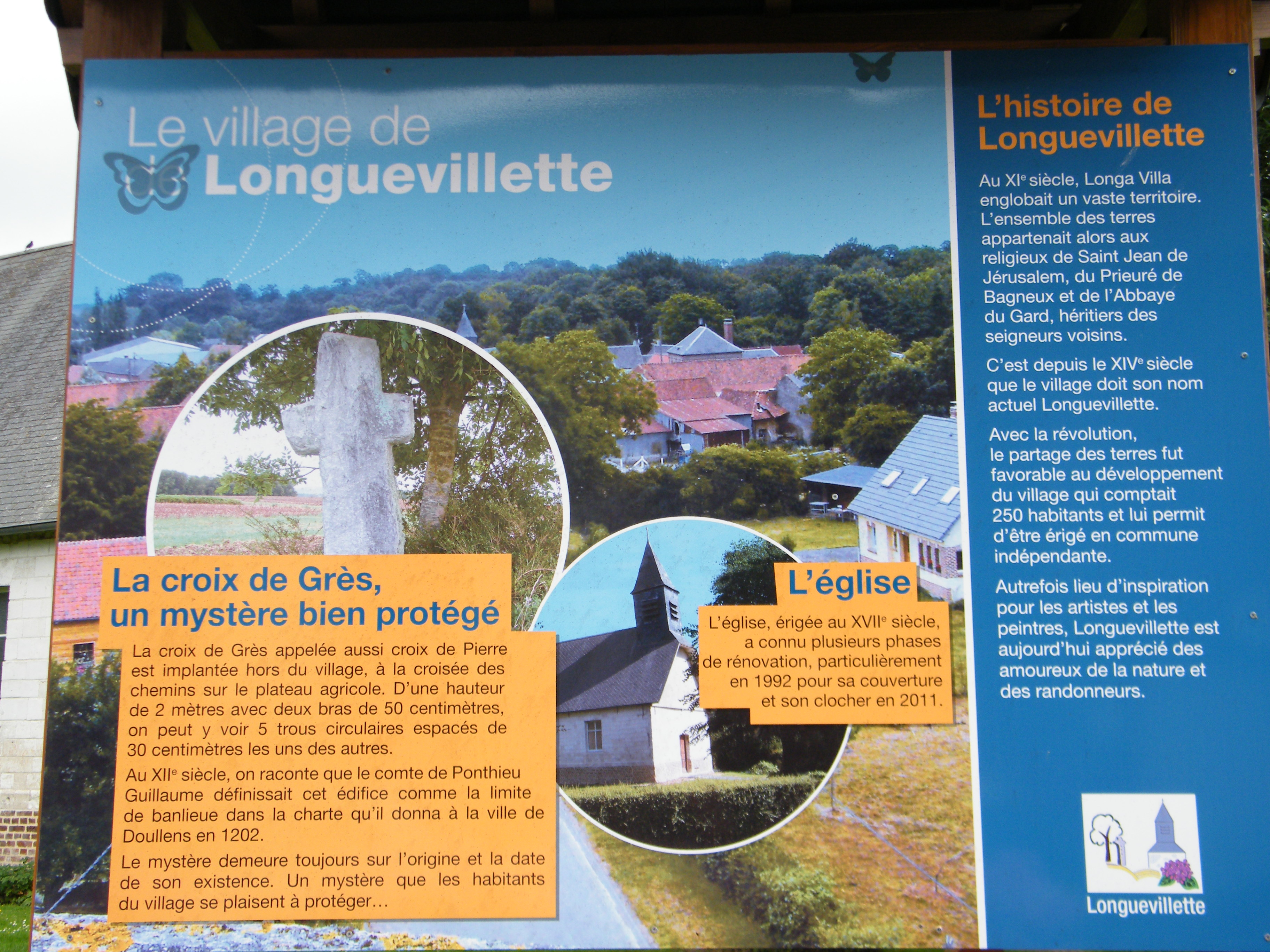
Histoire du village.
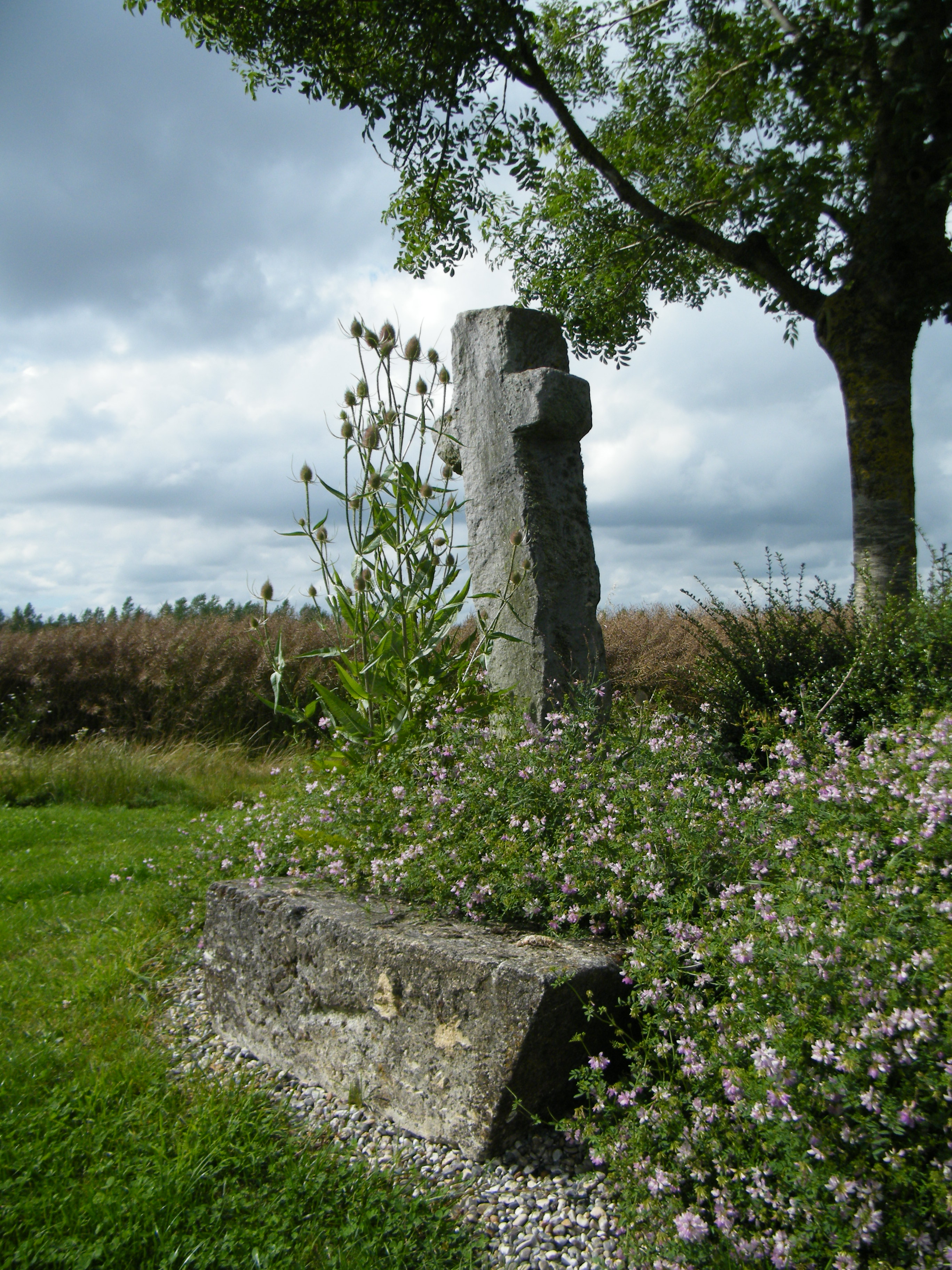
La croix de grès.